# Del Norte County
Das Del Norte County ist ein County ganz im Nordwesten des Bundesstaates Kalifornien der Vereinigten Staaten. Das County liegt am Pazifik und grenzt an die Countys Siskiyou County und Humboldt County. Der Verwaltungssitz (County Seat) ist Crescent City.

## Geschichte
Das Gebiet war früher ein Teil des 1851 gegründeten „Klamath County“. Der Verwaltungssitz lag zuerst weiter südlich an der Küste in „Trinidad“, ab 1854 in Crescent City, ab 1856 in „Orleans Bar“ weiter landeinwärts. 1857 spaltete sich ein Teil des Klamath County ab und trägt seitdem den Namen „Del Norte County“. Der Klamath County bestand noch bis 1874 und wurde dann aufgeteilt.
1941 war Del Norte eines jener Countys, die sich von Kalifornien und Oregon lossagten, um den 51. Bundesstaat der USA, Jefferson, zu gründen. Diese Sezession scheiterte jedoch.
12 Bauwerke und Stätten des Countys sind im National Register of Historic Places eingetragen.

## Orte im County

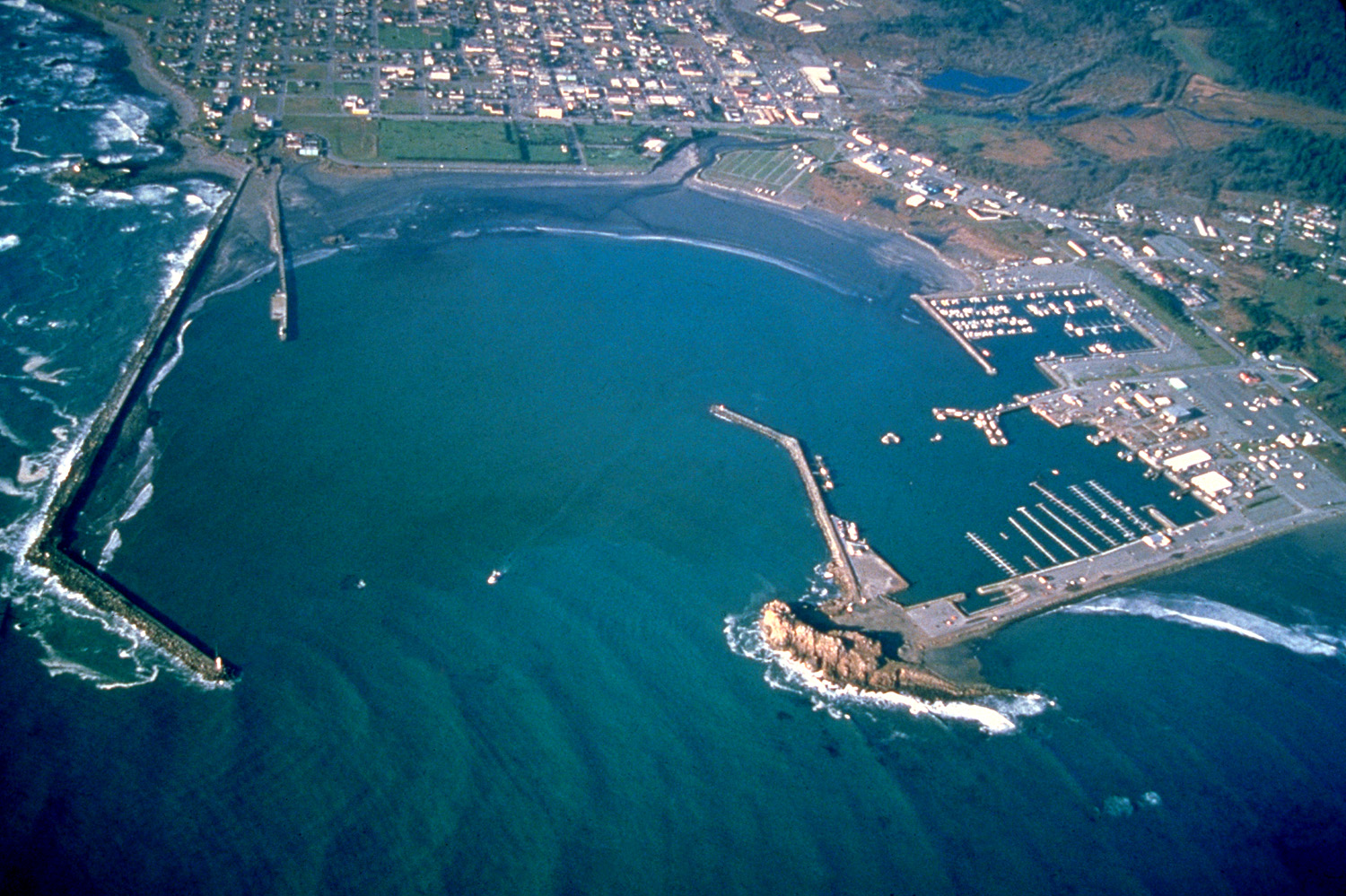
Der Hafen von Crescent City, die rechte Bildhälfte gehört größtenteils zu Bertsch-Oceanview

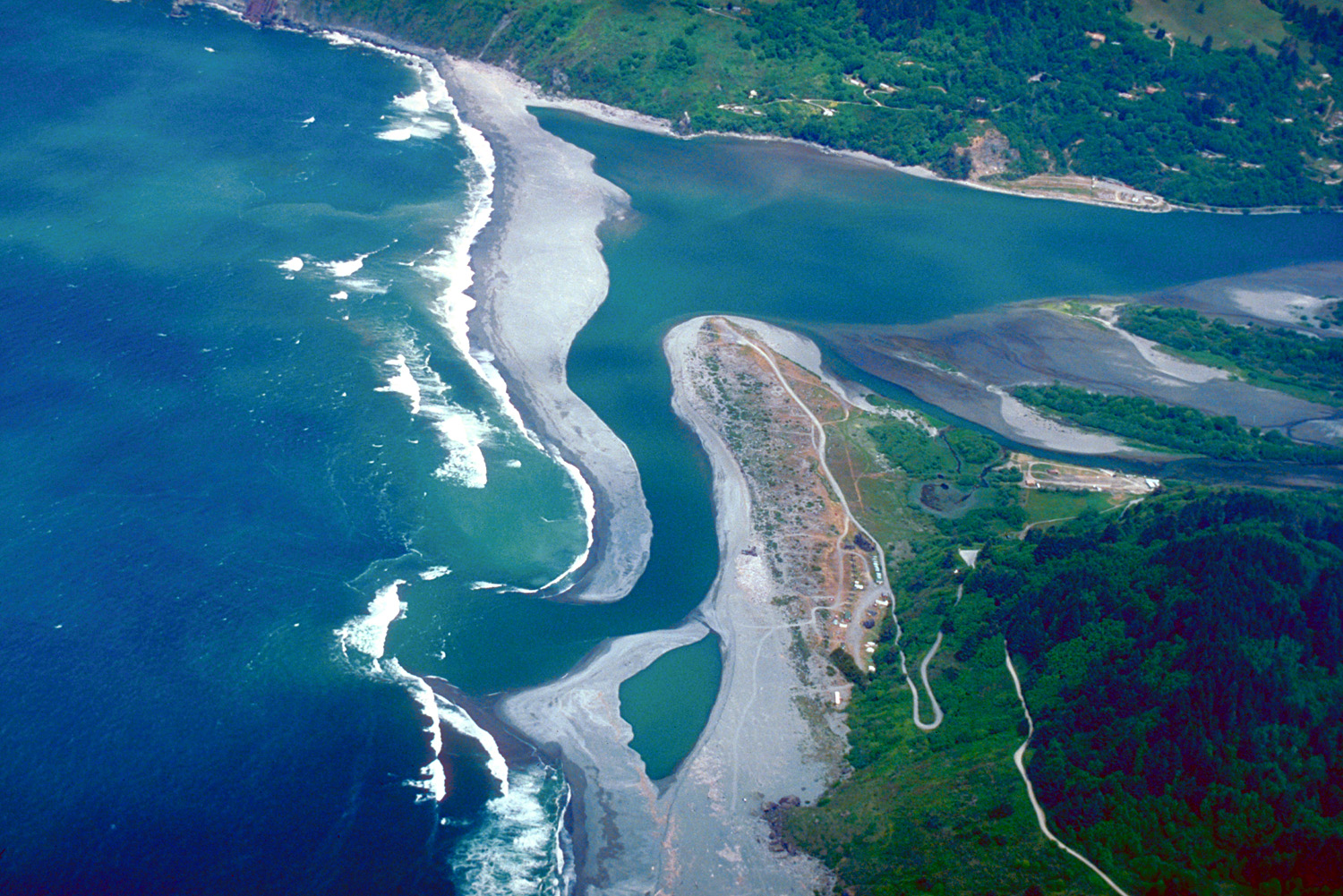
Mündung des Klamath Rivers in den Pazifik

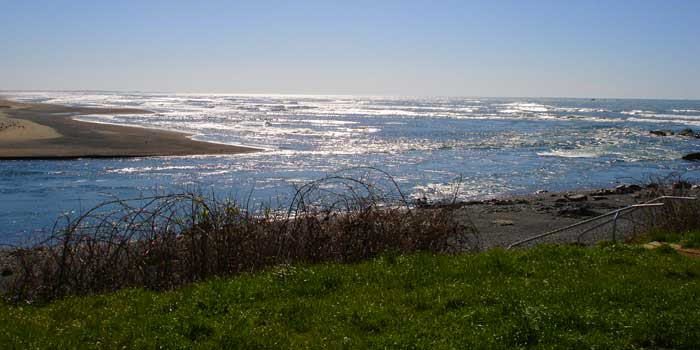
Mündung des Smith Rivers

Im Del Norte County gibt es nur eine Stadt ("City"), die administrative Aufgaben wahrnimmt. Alle anderen Siedlungen liegen in gemeindefreien Gebieten (abgekürzt UIC für „Unincorporated Area“). Die größeren davon werden für statistische Zwecke gesondert ausgewiesen, diese werden bezeichnet als Census-designated place (CDP). Alle genannten Einwohnerzahlen beziehen sich auf die Volkszählung 2010.
Von Süd nach Nord führt der Highway 101. Dort befinden sich an der Küste oder in Küstennähe
- In Klamath Glen (UIC) am Klamath River, von 1857 bis 1861 Standort des Fort Ter-Waw der US-Armee, liegt der Andy McBeth Airport.
- Klamath, CDP am Klamath River mit 779 Einwohnern. Das ursprüngliche Stadtzentrum lag westlich des Highways und wurde bei der Flut von 1964 zerstört, einige Straßen und Bürgersteige sind noch sichtbar.
- Requa (UIC) wurde 1851 gegründet. Es ist benannt nach dem Ort Rekwoi, das bedeutet Bachmündung in der Yurok-Sprache, dieser lag jedoch eine Meile flussaufwärts. Requa liegt direkt an der Flussmündung, ist aber dort durch seine erhöhte Lage vor Überflutungen sicher.
- False Klamath (UIC)
- False Klamath Cove, hier führt der Highway 101 etwa einen Kilometer direkt am Strand entlang
- der bis zur Küste reichende „Del Norte Coast Redwoods State Park“, eingerichtet bereits in den 1920er Jahren, heute Teil des Redwood-Nationalparks
- Bertsch-Oceanview (CDP), 2436 Einwohner, zweitgrößter Ort des Countys und direkt angrenzend an Crescent City
- Crescent City, Stadt mit 7643 Einwohnern
- der Ortsteil Crescent City North, seit 2010 nach Crescent City eingemeindet
- nordöstlich der Stadt folgen auf beiden Seiten des Highway 101 weitläufige bewohnte Vororte auf gemeindefreiem Gebiet
- Lake Earl, die größte Lagune Kaliforniens, verbunden mit dem Lake Tolowa
- Strafgefängnis Pelican Bay mit über 3000 Insassen
- Pacific Shores (UIC) zwischen Lake Earl und Küste
- Fort Dick (CDP) nördlich vom Gefängnis, etwa 4 Kilometer landeinwärts von der Küste
- Tryon Corner (UIC)
- Yontocket (UIC) direkt an der Küste, hier starben 1853 etwa 500 Indianer vom Stamm der Tolowa bei einem Massaker.
- Der Ort Smith River ist ein CDP mit 866 Einwohnern und liegt nördlich des gleichnamigen Flusses Smith River
- Die Straße verläuft jetzt wieder an der Küste. Der Pelican State Beach ist der nördlichste Strand Kaliforniens. Dann folgt die Staatsgrenze nach Oregon.

Von Crescent City führt der Highway 199 ins Landesinnere. Daran liegen
- der „Jedediah Smith Redwoods State Park“, eingerichtet 1939, heute Teil des Redwood-Nationalparks
- Hiouchi, CDP mit 301 Einwohnern
- auf der anderen Seite des Smith River Douglas Park (UIC)
- Adams Station (UIC)
- Gasquet, CDP mit 667 Einwohnern
- Darlingtonia (UIC)
- Patrick Creek (UIC)
- Idlewild (UIC)
- Staatsgrenze nach Oregon

Abseits beider Hauptstraßen im äußersten Norden, nahe Oregon:
- Rockland (UIC)

## Demografische Daten
Nach der Volkszählung im Jahr 2000 lebten im Del Norte County 27.507 Menschen. Es gab 9170 Haushalte und 6290 Familien. Die Bevölkerungsdichte betrug 11 Einwohner pro Quadratkilometer. Ethnisch betrachtet setzte sich die Bevölkerung zusammen aus 78,86 % Weißen, 4,30 % Afroamerikanern, 6,43 % amerikanischen Ureinwohnern, 2,32 % Asiaten, 0,08 % Bewohnern aus dem pazifischen Inselraum und 3,92 % aus anderen ethnischen Gruppen; 4,08 % stammten von zwei oder mehr ethnischen Gruppen ab. 13,92 % der Bevölkerung waren spanischer oder lateinamerikanischer Abstammung.
Von den 9170 Haushalten hatten 33,5 % Kinder und Jugendliche unter 18 Jahre, die bei ihnen lebten. 50,0 % waren verheiratete, zusammenlebende Paare, 13,6 % waren allein erziehende Mütter. 31,4 % waren keine Familien. 25,3 % waren Singlehaushalte und in 10,1 % lebten Menschen im Alter von 65 Jahren oder darüber. Die Durchschnittshaushaltsgröße betrug 2,58 und die durchschnittliche Familiengröße lag bei 3,08 Personen.
Auf das gesamte County bezogen setzte sich die Bevölkerung zusammen aus 25,1 % Einwohnern unter 18 Jahren, 8,0 % zwischen 18 und 24 Jahren, 32,2 % zwischen 25 und 44 Jahren, 22,3 % zwischen 45 und 64 Jahren und 12,5 % waren 65 Jahre alt oder darüber. Das Durchschnittsalter betrug 36 Jahre. Auf 100 weibliche Personen kamen 123,3 männliche Personen, auf 100 Frauen im Alter ab 18 Jahren kamen statistisch 130,3 Männer.
Das jährliche Durchschnittseinkommen eines Haushalts betrug 29.642 USD, das Durchschnittseinkommen der Familien betrug 36.056 USD. Männer hatten ein Durchschnittseinkommen von 40.072 USD, Frauen 22.212 USD. Das Prokopfeinkommen betrug 14.573 USD. 20,2 % Prozent der Bevölkerung und 16,4 % der Familien lebten unterhalb der Armutsgrenze. 26,7 % davon waren unter 18 Jahre und 8,2 % waren 65 Jahre oder älter.